# NGC 1721
NGC 1721 هي مجرة تتبع كوكبة النهر. اكتشفها إدوارد إيمرسون برنارد في 10 نوفمبر 1885.

## روابط خارجية
- NGC 1721 على موقع ويكي سكاي: DSS2, SDSS, GALEX, IRAS, Hydrogen α, X-Ray, Astrophoto, Sky Map, Articles and images